# 黄鱼门
黄鱼门，中华人民共和国政治人物。
担任工商界人士。成都市工商业联合会主任委员。1954年，当选第一届全国人民代表大会代表。